# Ngô Bảo Châu
Ngô Bảo Châu, född 28 juni 1972 i Hanoi, är en fransk matematiker av vietnamesiskt ursprung.
Ngô Bảo Châu arbetar vid Institute for Advanced Study i Princeton, New Jersey. Ngô Bao Chau är mest känd för att bevisat "the fundamental lemma" av Robert Langlands och Diana Shelstad, en prestation som av Time utsågs till en av de tio viktigaste upptäckterna 2009.

## Utmärkelser
För beviset av Langlands och Shelstads fundamentala lemma tilldelades Ngô Bảo Châu tillsammans med Gérard Laumon Clay Research Award 2004. Han tilldelades titeln professor i Vietnam 2005 som den dittills yngste professorn någonsin i Vietnam. 2007 tilldelades han Oberwolfach-priset. 2010 utsågs han till riddare av franska hederslegionen och samma år tilldelades han som den förste matematikern av vietnamesiskt ursprung Fieldsmedaljen. 2012 utnämndes han till "fellow" vid American Mathematical Society och 2021 utnämndes han till hedersmedlem vid London Mathematical Society.